# Javi Serrano
Javi Serrano (Madrid, 16 de enero de 2003) es un futbolista español que juega en la demarcación de centrocampista en el Atlético de Madrid "B" de la Primera Federación.

## Trayectoria
Tras formarse como futbolista en las categorías inferiores del Atlético de Madrid desde 2010, finalmente el 7 de marzo de 2021 debutó con el segundo equipo contra el C. F. Rayo Majadahonda, encuentro que ganó por 1-0 el equipo rojiblanco tras un gol de Sergio Camello. Durante la pretemporada 2021-22, Diego Simeone le convocó, llegando a disputar cinco partidos amistosos. Finalmente, el 3 de noviembre de 2021 debutó profesionalmente con el primer equipo en la Liga de Campeones de la UEFA contra el Liverpool F. C. tras reemplazar a Ángel Correa en el minuto 74. El partido finalizó con victoria liverpuliana por 2-0 tras el gol del exjugador del club rojiblanco Diogo Jota en el minuto 13, y el de Trent Alexander-Arnold ocho minutos después. También tuvo la oportunidad de estrenarse en la Primera División antes de ser cedido en la temporada 2022-23 al C. D. Mirandés y la U. D. Ibiza. La siguiente campaña también fue prestado, esta vez al Sturm Graz austriaco.

## Selección nacional
Serrano ha jugado a nivel juvenil con la selección española, formando parte de todos los niveles desde la sub-16. Tras el parón por la pandemia del COVID-19, empezó a jugar de forma regular con la selección de fútbol sub-19 de España, consiguiendo su primera convocatoria en agosto de 2021 por el seleccionador Santi Denia.

## Estadísticas

### Clubes
Actualizado al último partido disputado el 24 de mayo de 2025.
| Club                            | Div.                | Temporada           | Liga  | Liga  | Copa nacional | Copa nacional | Copa internacional | Copa internacional | Total | Total |
| Club                            | Div.                | Temporada           | Part. | Goles | Part.         | Goles         | Part.              | Goles              | Part. | Goles |
| ------------------------------- | ------------------- | ------------------- | ----- | ----- | ------------- | ------------- | ------------------ | ------------------ | ----- | ----- |
| Atlético de Madrid "B" · España | 2.ª B               | 2020-21             | 8     | 0     | ―             | ―             | ―                  | ―                  | 8     | 0     |
| Atlético de Madrid "B" · España | 3.ª F               | 2021-22             | 19    | 0     | ―             | ―             | ―                  | ―                  | 19    | 0     |
| Atlético de Madrid · España     | 1.ª                 | 2021-22             | 5     | 0     | 1             | 0             | 1                  | 0                  | 7     | 0     |
| C. D. Mirandés · España         | 2.ª                 | 2022-23             | 9     | 0     | 2             | 0             | ―                  | ―                  | 11    | 0     |
| C. D. Mirandés · España         | Total               | Total               | 9     | 0     | 2             | 0             | ―                  | ―                  | 11    | 0     |
| U. D. Ibiza · España            | 2.ª                 | 2022-23             | 15    | 0     | ―             | ―             | ―                  | ―                  | 15    | 0     |
| U. D. Ibiza · España            | Total               | Total               | 15    | 0     | ―             | ―             | ―                  | ―                  | 15    | 0     |
| SK Sturm Graz · Austria         | 1.ª                 | 2023-24             | 8     | 0     | 4             | 0             | 5                  | 0                  | 17    | 0     |
| SK Sturm Graz · Austria         | Total               | Total               | 8     | 0     | 4             | 0             | 5                  | 0                  | 17    | 0     |
| SK Sturm Graz II · Austria      | 2.ª                 | 2023-24             | 5     | 0     | ―             | ―             | ―                  | ―                  | 5     | 0     |
| SK Sturm Graz II · Austria      | Total               | Total               | 5     | 0     | ―             | ―             | ―                  | ―                  | 5     | 0     |
| Atlético de Madrid "B" · España | 1.ª F               | 2024-25             | 27    | 0     | ―             | ―             | ―                  | ―                  | 27    | 0     |
| Atlético de Madrid "B" · España | Total               | Total               | 54    | 0     | ―             | ―             | ―                  | ―                  | 54    | 0     |
| Atlético de Madrid · España     | 1.ª                 | 2024-25             | 0     | 0     | 1             | 0             | 1                  | 0                  | 2     | 0     |
| Atlético de Madrid · España     | Total               | Total               | 5     | 0     | 2             | 0             | 2                  | 0                  | 9     | 0     |
| Total en su carrera             | Total en su carrera | Total en su carrera | 96    | 0     | 8             | 0             | 7                  | 0                  | 111   | 0     |

## Palmarés

### Campeonatos nacionales
| Título          | Club             | País    | Año  |
| --------------- | ---------------- | ------- | ---- |
| Copa de Austria | S. K. Sturm Graz | Austria | 2024 |
| Bundesliga      | S. K. Sturm Graz | Austria | 2024 |